# Sauce Gardner
Ahmad „Sauce“ Gardner (geboren am 31. August 2000 in Detroit, Michigan) ist ein US-amerikanischer American-Football-Spieler auf der Position des Cornerbacks. Er spielte College Football für die Cincinnati Bearcats und wurde im NFL Draft 2022 in der ersten Runde von den New York Jets ausgewählt.

## College
Seinen Spitznamen Sauce erhielt Gardner im Alter von sechs Jahren, als er Football als Runningback spielte, aufgrund seiner athletischen Spielweise. Er besuchte die Martin Luther King High School in seiner Heimatstadt Detroit, Michigan. Dort spielte er zunächst als Wide Receiver American Football und wurde in seinem dritten Jahr aufgrund eines verletzungsbedingten Ausfalls als Cornerback eingesetzt. Da er auf seiner neuen Position überzeugen konnte, wurde er zum Stammspieler in der Defensive.
Ab 2019 ging Gardner auf die University of Cincinnati und spielte College Football für die Cincinnati Bearcats. In seiner Freshman-Saison war er als Ersatzspieler vorgesehen, rückte aber am fünften Spieltag in die Stammformation auf, da mehrere Spieler wegen Verletzungen fehlten. Bei seinem Debüt als Starter gegen die UCF Knights konnte Gardner mit einem Pick Six über 16 Yards auf sich aufmerksam machen. Die Bearcats gewannen das Spiel gegen die favorisierten UCF Knights mit 27:24. Gardner avancierte daraufhin zum Stammspieler. Insgesamt gelangen ihm in seinem ersten Jahr am College drei Interceptions, wobei er zwei Touchdowns erzielte. Zudem verhinderte er elf Pässe. Gardner wurde in das All-Star-Team der AAC gewählt. Auch in der Saison 2020, in der er wiederum drei Interceptions verzeichnete und sechs weitere Pässe abwehrte, wurde er in die All-AAC-Auswahl berufen. Darüber hinaus zeichnete die Football Writers Association of America Gardner als All-American aus.
In der Saison 2021 zog Gardner mit den Bearcats in die College Football Playoffs ein, Cincinnati war das erste Group-of-Five-Team, dem dies gelang. Als erster Spieler der Bearcats wurde Gardner zum Consensus All-American gewählt. Nach der Niederlage gegen Alabama im Halbfinale der Playoffs, bei der er mit lediglich 14 zugelassenen Yards auch gegen ein stärkeres Team als die üblichen Gegner Cincinnatis überzeugen konnte, gab Gardner seine Anmeldung für den NFL Draft 2022 bekannt. Er ließ in seiner gesamten College-Karriere keinen gegnerischen Touchdown zu, wenn er der zuständige Verteidiger war. Insgesamt fing er in drei Saisons für Cincinnati neun Interceptions, darunter zwei Pick Sixes.

## NFL
Gardner wurde im NFL Draft 2022 an vierter Stelle von den New York Jets ausgewählt. Er war vom ersten Spieltag an Stammspieler bei den Jets. Gardners erste Interception in der NFL gelang ihm am fünften Spieltag gegen Skylar Thompson von den Miami Dolphins, zudem konnte er in diesem Spiel einen Safety erzwingen. In Woche 7 wurde er für seine Leistung beim 16:9-Sieg über die Denver Broncos als AFC Defensive Player of the Week ausgezeichnet. Gardner gelangen 10 Tackles, zudem wehrte er drei Pässe ab. Gegen die Buffalo Bills verzeichnete Gardner am neunten Spieltag seine zweite Interception. Er wurde in den Pro Bowl gewählt und erhielt bei der Fan-Abstimmung die meisten Stimmen eines Cornerbacks. Mit 20 verhinderten Pässen führte Gardner die Liga in dieser Statistik an. Von Associated Press wurde Gardner als erster Rookie-Cornerback seit Ronnie Lott 1981 in das All-Pro-Team gewählt. Auch in seinem zweiten Jahr in der NFL wurde Gardner in den Pro Bowl und in das All-Pro-Team gewählt. Er verzeichnete elf abgewehrte Pässe.

### NFL-Statistiken
| Saison                             | Saison | Spiele | Spiele      | Tackles | Tackles | Tackles | Tackles | Interceptions | Interceptions | Interceptions | Interceptions | Interceptions | Fumbles | Fumbles | Fumbles |
| Jahr                               | Team   | Spiele | als Starter | Gesamt  | Solo    | Ast     | Sacks   | PD            | INT           | Yds           | Lng           | TD            | FF      | FR      | TD      |
| ---------------------------------- | ------ | ------ | ----------- | ------- | ------- | ------- | ------- | ------------- | ------------- | ------------- | ------------- | ------------- | ------- | ------- | ------- |
| 2022                               | NYJ    | 17     | 17          | 75      | 51      | 24      | 0,0     | 20            | 2             | 19            | 16            | 0             | 0       | 0       | 0       |
| 2023                               | NYJ    | 16     | 16          | 57      | 41      | 16      | 0,0     | 11            | 0             | 0             | 0             | 0             | 1       | 0       | 0       |
| 2024                               | NYJ    | 15     | 15          | 49      | 36      | 13      | 1,0     | 9             | 1             | 0             | 0             | 0             | 1       | 0       | 0       |
| Gesamt                             | Gesamt | 48     | 48          | 181     | 128     | 53      | 1,0     | 40            | 3             | 19            | 16            | 0             | 2       | 0       | 0       |
| Quelle: pro-football-reference.com |        |        |             |         |         |         |         |               |               |               |               |               |         |         |         |